# Oorlogsvrijwilligers in buitenlandse dienst
Oorlogsvrijwilligers in buitenlandse dienst zijn onderdanen van een land die vrijwillig gaan vechten in het leger van een buitenlandse mogendheid zonder de steun van het eigen land. Hun vrijwilligerschap gaat dus niet uit van het land waarvan ze de nationaliteit bezitten en vindt plaats op vreemd grondgebied. Ze zijn te onderscheiden van huurlingen die essentieel voor het geld vechten.

## Algemeen
Het fenomeen van de oorlogsvrijwilligers in buitenlandse dienst vindt zijn oorsprong in de late 18e eeuw. Dit ging hand in hand met het opkomende nationalisme. Het Frankrijk van de Revolutie was het eerste land dat de militaire dienst nationaliseerde. Naties gingen exclusieve loyauteit eisen van hun onderdanen.
De motieven die mensen ertoe brengen dienst te nemen in een buitenlandse oorlog zijn vaak ideologisch, maar evengoed of tegelijk kunnen ze gedreven zijn door de politieke en sociale context in eigen land.
Een frequent gevolg van buitenlandse oorlogsvrijwilligers is dat het conflict geïnternationaliseerd wordt en aandacht krijgt in het thuisland van de vrijwilligers.

## België

### Strijders voor de Franse Revolutie
Eenheden uit de Oostenrijkse Nederlanden, het Prinsbisdom Luik en de Verenigde Nederlandse Staten dienden in het Franse leger tijdens de Franse Revolutionaire Oorlogen. Vanaf de annexatie bij Frankrijk in 1795 golden de strijdkrachten uit de verenigde departementen als Fransen.

### Strijders voor de paus
Tijdens de Risorgimento vochten katholieke Belgische vrijwilligers van 1860 tot 1870 in het pauselijk leger tegen de Italiaanse eenmaking. Onder impuls van de Belgische prelaat Xavier de Mérode, minister van Oorlog in de Kerkelijke Staat, werden zeker 183 Belgen geworven voor de Tirailleurs franco-belges, een eenheid geleid door de Franse generaal Louis de Lamoricière. Na de nederlaag bij Castelfidardo werden de tirailleurs overgeheveld naar de Pauselijke Zoeaven, opgericht per 1 januari 1861. Met het oog op rekrutering kwam in Brussel een Bureau des Oeuvres Pontificales, geleid door Belgische edellieden en met antennes in verschillende steden. De voorwaarden waren strikt: men zocht kinderloze vrijgezellen tussen de 18 en 35 jaar oud, vrij van dienstplicht, met een aanbevelingsbrief van de pastoor en een medisch keuringsbewijs. Na enkele nederlagen werden de zoeaven vooral belast met politionele acties, tot de eenheid zich op 20 september 1870 overgaf. Van de ongeveer 2000 Belgische zoeaven lieten een kleine 120 het leven, van wie 23 in de strijd.

### Spanjestrijders
Duizenden Belgische communisten, socialisten en anarchisten vochten aan republikeinse zijde in de Spaanse Burgeroorlog tegen de militaire coup van Franco, terwijl een veertigtal Belgen zich bij de falangisten schaarde. In opdracht van de Komintern zette de Kommunistische Partij van België een wervingscampagne op. Vanuit België vertrokken ongeveer 2400 Spanjestrijders, waaronder 800 niet-Belgen (meestal joden). Het Bataillon Six-Février, dat als onderdeel van de Internationale Brigades ingezet werd van 31 januari 1937 tot 21 april 1938, bestond voor ongeveer een derde uit Belgen en werd ook de Franco-Belge genoemd. De regering-Van Zeeland II verklaarde zich neutraal en sloot zich aan bij het internationale Niet-Interventiecomité. Eerst rekruteerders en dan vertrekkende interbrigadisten werden vervolgd. Daarvoor werd een gelegenheidswet gestemd die inging op 11 april 1937. Wie voordien was vertrokken, riskeerde vervolging voor niet-aangifte van verandering van woonplaats, familieverwaarlozing en vooral desertie, wat administratief werd bereikt door heroproepingsbevelen te sturen aan vertrokken Spanjestrijders. Niet-Belgen, zoals Piet Akkerman, werden uitgewezen. Terwijl Franco met luchtsteun van Hitler de bovenhand haalde, werden de Internationale Brigades in oktober 1938 gedemobiliseerd. Van degenen die uit België waren vertrokken was zo'n 10 à 15% gesneuveld. Een eerste trein met 230 terugkeerders kwam aan op 19 november. Op ongeveer 1600 Belgische vrijwilligers zijn er 320 vervolgd en 163 veroordeeld voor desertie. Ze kregen korte gevangenisstraffen. Erger dan deze politieke repressie was dat de gerechtelijke dossiers over de Spanjestrijders hen tijdens de Tweede Wereldoorlog tot een makkelijk doelwit maakten voor de nazibezetters. De Rotspanien-Freiwilligen werden actief opgespoord en verdwenen naar de kampen.

### Oostfrontstrijders
Tijdens de Tweede Wereldoorlog gingen ongeveer 42.000 Belgen in de militaire collaboratie, van wie er een 3000 omkwamen in Duitse dienst. Het ronselen voor de fronteenheden begon nog vóór de capitulatie van het Belgisch leger in de Achttiendaagse Veldtocht. Binnen de Waffen-SS, de gewapende "elite" van de zogezegde Ariërs geleid door Heinrich Himmler, werd de SS-Standarte Westland opgericht waarin Vlamingen dienst konden nemen. In augustus begon de Algemeene SS-Vlaanderen onder René Lagrou een wervingscampagne, maar slechts 45 van de 455 kandidaten konden doorstromen naar de opleiding in München, voornamelijk vanwege ontoereikende lichaamslengte. Het Vlaams Nationaal Verbond begon in april 1941 mee te ronselen voor de SS-Standarte Nordwest, een eenheid open voor Vlamingen en Nederlanders. Mede dankzij het terugbrengen van het lengtecriterium tot 1m65 schreven 400 Vlaamse vrijwilligers zich in. Door het openen van het Oostfront met Operatie Barbarossa nam het enthousiasme om dienst te nemen toe. In juni 1941 gingen de eerste Vlamingen naar het front. De volgende maand werden het Vlaamsch Legioen en het Waals Legioen opgericht. Alle vrijwilligers zwoeren trouw aan Duitsland. De werving verliep vlot en ook in de paramilitaire Organisation Todt namen velen dienst. Het bewapende OT-Schutzkorps telde medio 1943 een 600 Vlaamse en Waalse vrijwilligers. Het offensief door Polen liep in 1943 vast in Rusland. Vooral bij Jampol, Stara-Konstantinov en aan de Narva lieten vele Vlaamse SS'ers het leven. Het aantal Vlaamse SS'ers aan het Oostfront wordt op 10.000 geraamd. Aan Waalse kant waren er medio 1943 een 1600 vrijwilligers. Na de oorlog werden vele teruggekeerde oostfronters berecht. Op wapendracht tegen België stond in principe de doodstraf, maar de werkelijke straffen lagen eerder rond de vijf jaar gevangenschap voor de zwaarste categorie (SS'ers). Na de oorlog ontstond een sektarische herinneringscultuur binnen de Vlaamse oostfrontgemeenschap, waarin de extreemrechtse drijfveren werden verdonkeremaand en het accent kwam te liggen op de strijd van Vlaamse jongens tegen het goddeloze bolsjevisme.

### Syriëstrijders
Na de uitbraak van de Syrische Burgeroorlog in 2011 zijn honderden Belgische moslims naar het strijdtoneel in Syrië en Irak vertrokken. Ze vochten voornamelijk voor de Islamitische Staat en in veel mindere mate voor Jabhat Al-Nusra en andere splintergroepen. In 2017 werd het aantal uit België vertrokken oorlogsvrijwilligers op ongeveer 500 geschat, waarmee het land per capita het grootste contingent van de EU leverde. Nog volgens de schatting waren ruim honderd van de vertrekkers aan het front omgekomen en negen bij zelfmoordaanslagen gepleegd in Europa. Teruggekeerde Syriëstrijders waren verantwoordelijk voor de Schietpartij in het Joods Museum van België op 24 mei 2014, de Aanslagen in Parijs in november 2015 en de Aanslagen in Brussel op 22 maart 2016.

## Voetnoten
1. ↑  André Lasseray, Les corps belges et liégeois aux armées de la République (1792-1793), in: Revue d'histoire moderne, 1929, nr. 21, p. 161-195
2. ↑  Thomas Buerman, "1863, Rome", in: Bruno De Wever, Martine Van Asch en Rudi Van Doorslaer (eds.), Belgen in oorlog. Sterke verhalen, onbekende beelden, tent.cat., 2012
3. ↑  José Gotovitch en Els Witte (red.), Belgisch Tijdschrift voor Nieuwste Geschiedenis, 1987, nr. 1-2 (themanummer over 'België en de Spaanse Burgeroorlog')
4. ↑  Rudi Van Doorslaer, De vervolging van de Belgische vrijwilligers in de Spaanse burgeroorlog, 1936-1939. Omtrent de rol gespeeld door de BWP en de autonomie van de rechterlijke macht , in: Bijdragen tot de Eigentijdse Geschiedenis, 2005, p. 125-146
5. ↑  Bruno De Wever, Militaire collaboratie in België tijdens de Tweede Wereldoorlog , in: BMGN - Low Countries Historical Review, 2003, nr. 1, p. 22-40
6. ↑  Pieter Van Ostaeyen and Guy Van Vlierden, The Role of Belgian Fighters in the Jihadification of The Syrian War , European Foundation for Democracy, 1 maart 2017